# Municipio de Beaver (condado de Pike)
El municipio de Beaver (en inglés: Beaver Township) es un municipio ubicado en el condado de Pike en el estado estadounidense de Ohio. En el año 2010 tenía una población de 1369 habitantes y una densidad poblacional de 22,14 personas por km².

## Geografía
El municipio de Beaver se encuentra ubicado en las coordenadas 39°3′56″N 82°52′4″O / 39.06556, -82.86778. Según la Oficina del Censo de los Estados Unidos, el municipio tiene una superficie total de 61.83 km², de la cual 61,78 km² corresponden a tierra firme y (0,08 %) 0,05 km² es agua.

## Demografía
Según el censo de 2010, había 1369 personas residiendo en el municipio de Beaver. La densidad de población era de 22,14 hab./km². De los 1369 habitantes, el municipio de Beaver estaba compuesto por el 94,74 % blancos, el 0,88 % eran afroamericanos, el 0,66 % eran amerindios, el 0,15 % eran de otras razas y el 3,58 % eran de una mezcla de razas. Del total de la población el 1,61 % eran hispanos o latinos de cualquier raza.